# Zuzana Štromerová
Zuzana Štromerová (* 25. ledna 1960, Praha) je soukromá porodní asistentka, zakladatelka a ředitelka společnosti Porodní dům U čápa v Praze, Ashoka Fellow.

## Vzdělání
Zuzana Štromerová, BSc. vystudovala obor Porodní asistentka na Střední zdravotnické škole v Praze, kurz Akutní stavy na porodním sále absolvovala v Brně Na Pedagogické fakultě UK se věnovala pedagogickému vzdělání pro učitele praktického vyučování. Na Caledonian University Glasgow ve Velké Británii ukončila vysokoškolské studium porodní asistence a získala titul Bakalář věd (Bachelor of Science – BSc).

## Aktivity
V roce 1997 iniciovala založení Centra aktivního porodu v pražské nemocnici Na Bulovce. V roce 2001 založila občanské sdružení Centrum aktivního porodu a stala se jeho předsedkyní. V roce 2002 založila o.p.s. Porodní dům U čápa Společnost byla oficiálně zaregistrována v r. 2003 zápisem do Rejstříku obecně prospěšných společností vedeném Městským soudem v Praze.

## Dílo
- Zuzana Štromerová: Možnost volby[9]
- Zuzana Štromerová: Porodní asistentkou krok za krokem[10]

### Osvětově informační brožury pro veřejnost
- Přirozený porod (2006)[5]
- Porodní asistentka v komunitní péči (2006)[5]
- Péče PA o těhotnou a rodící ženu mimo porodnici (2007)[5]
- Porod v domácím prostředí (2008)[5]
- Právo a porodní asistence (2009)[5]
- Porodní přání (2010)[5]

### Překlady
- Partner u porodu, Penny Simkin,[11] USA, vydalo Argo Praha v r. 2001
- Zázrak porodu, Ina May Gaskin,[12] USA, vydalo One Woman Press Praha v r. 2010
- Poroďte podle svého, Sheila Kitzinger, UK

## Ocenění
- V r. 2001 získala Zuzana Štromerová tříleté stipendium ASHOKA na vybudování prvního porodního domu v ČR
- V r. 2004 získala Cenu Kolumbijské univerzity